# 上興粗鰍鯰
上興粗鰍鯰（學名：Trachyglanis sanghensis），為輻鰭魚綱鯰形目平鰭鮠科的其中一種，為熱帶淡水魚，分布於非洲剛果民主共和國韋索附近的桑加河流域，體長可達5公分，棲息在底層水域，生活習性不明。